# 観音寺村
観音寺村（かんのんじむら）は、かつて山形県飽海郡にあった村。

## 沿革
- 1889年（明治22年）4月1日 - 町村制施行に伴い飽海郡観音寺村、常禅寺村、麓村、小泉村、北仁田村、芹田村、大窪村、塚淵村が合併し、観音寺村が発足。
- 1954年（昭和29年）10月1日 - 飽海郡一条村、大沢村、日向村と合併し、町制施行して八幡町となり消滅。